# Vorwerk (Demmin)
Vorwerk ist ein Ortsteil der Hansestadt Demmin. Der Ort liegt etwa 1,5 Kilometer südöstlich des Stadtzentrums.

## Geographische Lage
Im Norden des Ortsteils verläuft die Tollense, die bei Haus Demmin in die von Südwesten kommende Peene mündet. Nach Süden geht das Terrain von den Niederungen der beiden Flüsse in eine hügelige Grundmoränenlandschaft über. Der entlang der Peene verlaufende Teil wird als Vorwerker Schweiz bezeichnet.

## Geschichte

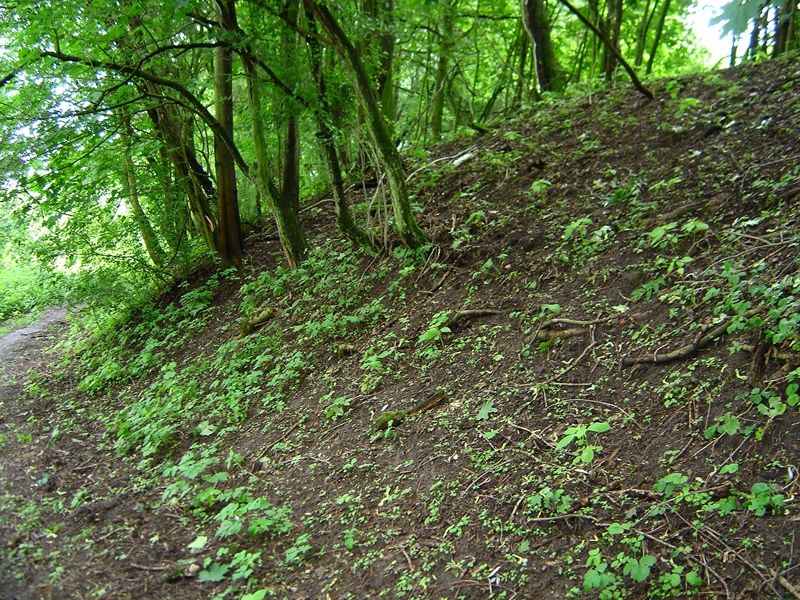
Slawischer Wall bei Haus Demmin

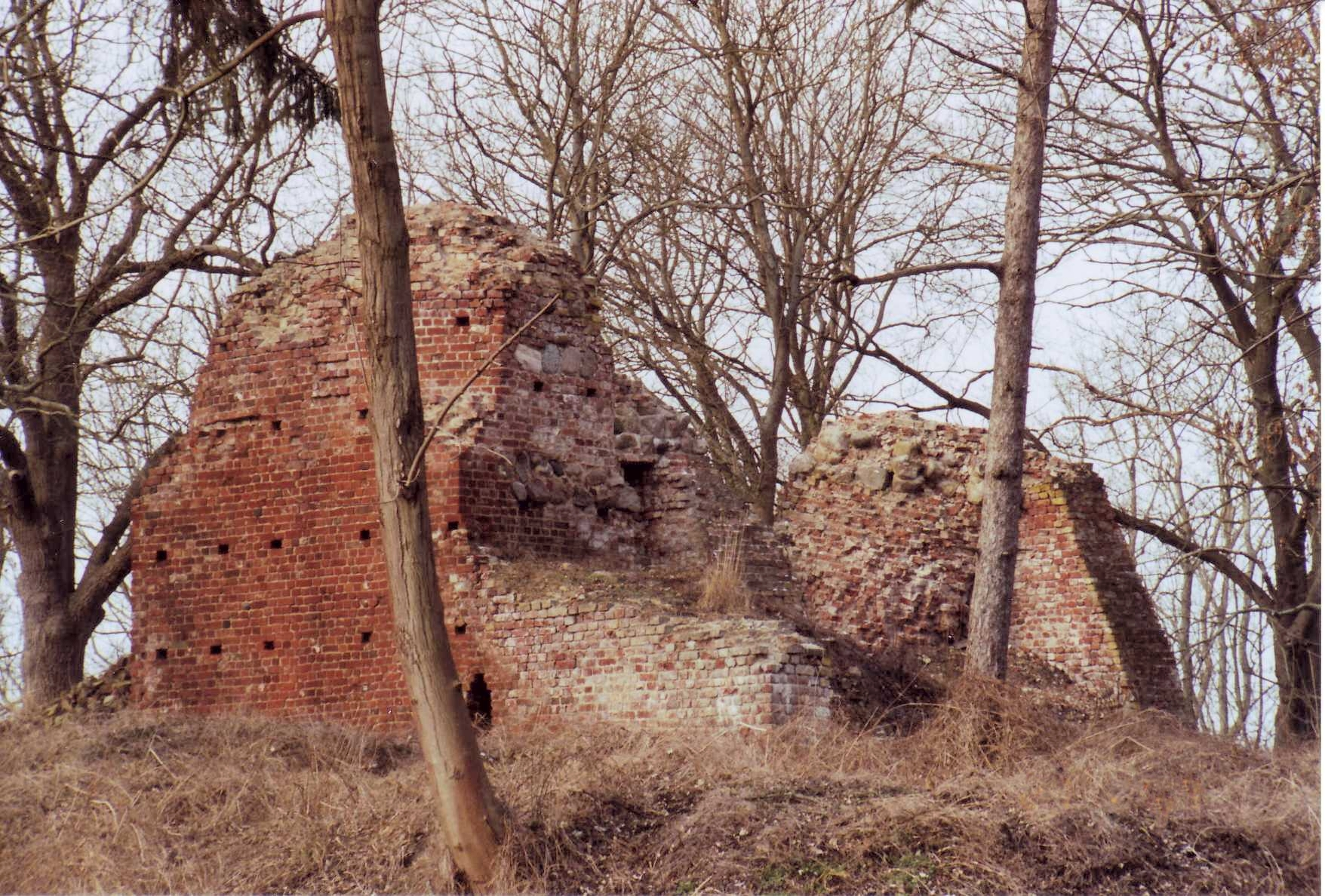
Alter Burgturm bei Haus Demmin

Ein östlich von Vorwerk gelegener slawischer Burgwall, der „Alte Schanze“ genannt wird, könnte möglicherweise die 789 von den Franken unter Karl dem Großen eroberte Burg (civitas) des Wilzenfürsten Dragowit gewesen sein. Gleichfalls könnte dies jedoch auch für die ehemals zu Vorwerk gehörende Burganlage von Haus Demmin zutreffen. Wahrscheinlich in einer der beiden Burgen, die als „alte Burg“ bezeichnet wurde, übernachtete 1128 Otto von Bamberg, der auf seiner zweiten Missionsreise nach Pommern in Demmin mit dem Fürsten Wartislaw I. zusammentraf.
Haus Demmin war bis ins 13. Jahrhundert ein Fürstensitz der Herzöge von Pommern, zuletzt von Wartislaw III. († 1263). Vorwerk wurde spätestens unter Heinrich Voß, der in einer Urkunde von 1303 „Burgmann von Demmin“ genannt wurde, als zur Burg gehörender Wirtschaftshof angelegt. Die Voß saßen, mit Unterbrechungen, bis ins 15. Jahrhundert als Vögte auf Haus Demmin. Herzog Bogislaw X. verpfändete die Burg mit dem zugehörigen Besitz 1495 an Adam Podewils, dessen Sohn Peter Podewils 1512 „dath Vorwerk“ und andere Güter zum Lehen erhielt.
Am 2. September 1637 wurden bei dem Podewilsschen Kruge die kaiserlichen Musketiere unter dem spanischen Obristen Don Felix von den Schweden abgewehrt. Die örtliche Kapelle wurde ruiniert.
Vorwerk bestand bis 1777 aus einem größeren Podewilsschen und einem kleineren Voßschen Anteil, als Hans Heinrich von Podewils beide Anteile zu einem gemeinsamen Gut zusammenführte.
1793 wird es als ein Dorf an der Peene und der Tollense, welches zur Demminer Stadtkirche eingepfarrt ist, erwähnt.
1865 umfasste Vorwerk eine Fläche von 4729 Morgen.
1881 wurden Haus Demmin und Vorwerk an Hans von Rohr-Hohenwulsch (1845–1909), Major a. D. verkauft. 1939 hatte Vorwerk 409 Einwohner. Im Jahre 1939, bei der Veröffentlichung der letzten Ausgabe eines Landwirtschaftlichen Adressbuch für die Provinz Pommern, umfasste sein Besitz genau 1265 ha Land. Die Familie von Rohr blieb zum Ende des Zweiten Weltkriegs im Besitz des Gutes, das während der Bodenreform enteignet wurde.

### Entwicklung der Einwohnerzahl
- 1817: 263 Einwohner[10]
- 1852: ca. 470 Einwohner[11]
- 1865: 417 Einwohner[12]
- 1933: 402 Einwohner[8]
- 1939: 409 Einwohner[8]

## Sehenswürdigkeiten

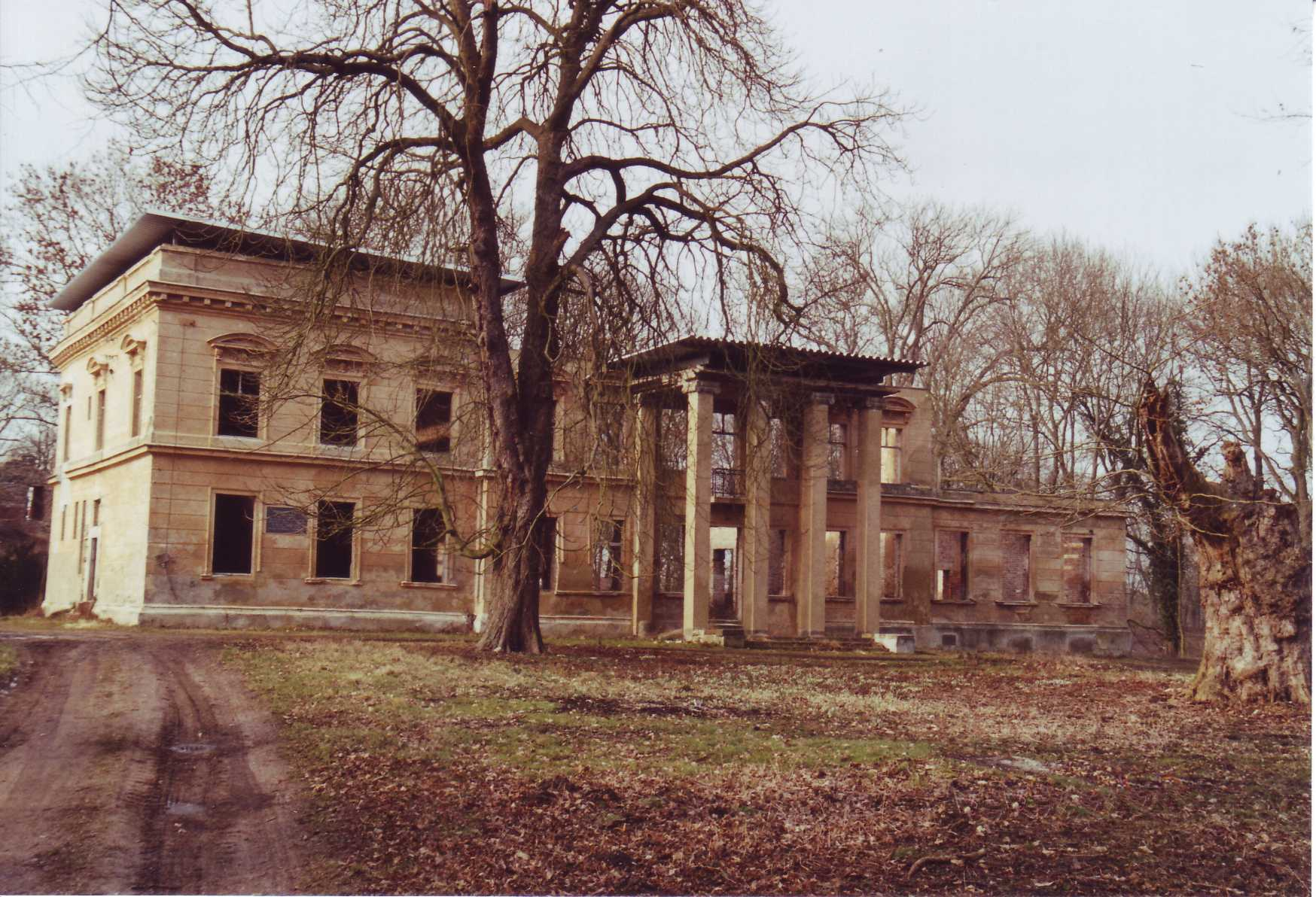
Haus Demmin

- Haus Demmin mit alter Burg
- Burgwall Alte Schanze
- Friedhofskirche
- Alte Meierei

Baudenkmale
- Speicher
- Meilenstein (Obelisk)

## Wirtschaft
Die Landwirtschaft ist nur noch von geringer Bedeutung. Im Ort befinden sich mehrere Betriebe des Kraftfahrzeuggewerbes, Baustoffhandel und Baunebengewerbe, eine Gaststätte und eine Tankstelle.

## Verkehr
Die Bundesstraße 194 nach Stavenhagen, von der hier die Landesstraße 271 nach Burow ausgeht, durchquert den Ort. Von der L 271 zweigt die Landesstraße 27 nach Altentreptow ab.
Von der B194 zweigt der Klenzer Weg ab, welcher weiter nach Trittelwitz führt.
Es bestehen zwei Bushaltestellen, welche von Regionalbussen der Demminer Verkehrsgesellschaft bedient werden.

## Sport
Ende September 1962 fanden in Vorwerk die Endläufe der Deutschen Meisterschaft im Moto-Cross statt. Mitte der 1960er Jahre gab es hier auch internationale Rennen.
Im Frühjahr 2023 haben sich 15 Vorwerker Männer zu der Kutterruder-Mannschaft „Vorwerker Rennschnecken“ zusammengeschlossen, um beim alljährlichen Kutterruder-Rennen beim Peenefest in Demmin teilzunehmen. Die Mannschaft trat am 4. Juni 2023 gegen 8 weitere Mannschaften aus Demmin und Umgebung an. Unter anderem gegen die Rustower Recken (3,51 Minuten – 1. Platz) und Beinhart Drönewitz. Die Vorwerker Rennschnecken  und die Ruderer des Demminer Handballvereins SV Einheit lagen nach ihren Läufen mit jeweils 4,06 Minuten zeitgleich auf dem dritten Platz. Beide Mannschaften traten nach Absprache zu einem Stechen an, die Mannschaft des SV Einheit Demmin stand jedoch vor dem Problem, dass ein Ruderer ihrer Mannschaft bereits abgereist war. Der Demminer Bürgermeister Thomas Witkowski stieg mit ins Boot und ruderte gemeinsam mit den Handballern. Letztendlich kam das Einheit-Boot nach 4,07 Minuten ins Ziel, und blieb somit unter der von den Vorwerker Rennschnecken vorgelegten Zeit von 4,09 Minuten. Die Vorwerker belegten bei ihrem ersten Rennen an diesem Tag den vierten Platz.
Am 9. September 2023 trat die Vorwerker Kutterruder-Mannschaft in Loitz beim Hafenfest gegen 9 weitere Mannschaften im Rudern an. Die Vorwerker Rennschnecken erreichten bei dem Wettbewerb den dritten Platz auf der Loitzer Strecke mit einer Zeit von 4,54 Minuten. Den ersten Platz belegte die Loitzer Mannschaft der Peenepiranhas mit 4,42 Minuten.

## Söhne und Töchter des Ortes
- Heinrich von Podewils (1615–1696), deutscher Militär, französischer Feldmarschall
- Adam von Podewils (1617–1697), brandenburgischer Staatsrat, Regierungsrat und Kammerpräsident in Hinterpommern
- Ernst Peter von Podewils (1737–1791), preußischer Militär, Landrat des Kreises Demmin
- Peter Heinrich von Podewils (1780–1838), preußischer Verwaltungsbeamter und Militär
- Hansjoachim von Rohr (1888–1971), deutscher Rittergutbesitzer und Politiker (DNVP)
- Willi Laatsch (1905–1997), deutscher Bodenkundler und Forstwissenschaftler